# Ignacy Jaworowski
Ignacy Jaworowski (ur. 14 stycznia 1924 we Wrońskach (powiat Płońsk), zm. 18 września 2004 w Michałowie) – polski hodowca, wieloletni dyrektor Stadniny Koni Arabskich w Michałowie.
Urodził się w rodzinie ziemiańskiej Antoniego Jaworowskiego h. Lubicz i Anny z domu Abramowicz. Maturę zdał podczas wojny na tajnych kompletach w Warszawie, gdzie ukończył równolegle dwuletnią szkołę rolniczo-ogrodniczą i podchorążówkę.
Po niej, na półroczną praktykę zawodową trafił do majątku państwa Wolskich w Dańkowie, gdzie po raz pierwszy spotkał się z końmi wyścigowymi i trenerami z Toru Wyścigowego w Warszawie. Tam też brał udział w akcjach Armii Krajowej. Podczas powstania warszawskiego, będąc żołnierzem  oddziału Zagrobla, Pierwszego Pułku Strzelców Konnych Batalionu Kiliński, walczył w Śródmieściu. Ciężko chory pod koniec powstania, trafił do obozu w Pruszkowie, a stamtąd został wywieziony w okolice Tarnowa.
Po zakończeniu wojny został przyjęty na II rok Wydziału Rolnego SGGW. Studia ukończył w 1948 r. uzyskując tytuł magistra w specjalności hodowla koni. Praktykę odbył w Państwowej Stadninie Koni w  Racocie. Po niej został oddelegowany do Stadniny Koni Posadowo w Lwówku, gdzie spotkał się z dyrektorem Andrzejem Krzyształowiczem i końmi czystej krwi arabskiej.
Z Posadowa został przeniesiony do Stadniny Koni w Janowie Podlaskim, gdzie pracował do 18 grudnia 1951 r., kiedy to został oddelegowany na 2 lata do Stadniny Koni Klemensów na stanowisko zastępcy dyrektora.
Do Stadniny Koni w Michałowie Ignacy Jaworowski przybył 15 sierpnia 1953 r. wraz z 22 klaczami czystej krwi i 2 ogierami, by prowadzić ją nieprzerwanie do 30 czerwca 1997 r.
W ciągu 44 lat jego pracy Stadnina Michałowska wspięła się na wyżyny, a wyhodowany przez niego typ „michałowskiego araba” znalazł wielkie uznanie na całym świecie. W 1991 r. Amerykanie przyznali mu wyróżnienie dla najlepszego zagranicznego hodowcy koni czystej krwi arabskiej, „hodowlanego Oskara”.
Za jego kadencji konie z Michałowa zdobyły liczne tytuły:
- 46 razy tytuł Czempiona Polski,
- 24 razy tytuł Czempiona na innych polskich pokazach,
- 9 razy tytuł Czempiona Pucharu Narodów Aachen,
- 13 razy tytuł Czempiona Europy,
- 6 razy tytuł Czempiona Świata,
- 8 razy tytuł Czempiona USA,
- 90 razy tytuł Wiceczempiona powyższych pokazów

Przez lata pracy w SK Michałów Ignacy Jaworowski poświęcał się też hodowli tarantów i bydła, w szczególności krów rasy jersey.
W 2004 roku, za zasługi, osiągnięcia w zakresie hodowli i wieloletnią współpracę, Akademia Rolnicza w Krakowie przyznała mu tytuł doktora honoris causa. Uroczystość wręczania miała miejsce 19 maja w Michałowie. 5 września 2013 roku w Michałowie odsłonięto poświęconą mu tablicę pamiątkową.

## Odznaczenia
- Srebrny Krzyż Zasługi w 1964 r.
- Złoty Krzyż Zasługi w 1974 r.
- Krzyż Kawalerski Orderu Odrodzenia Polski w 1984 r.
- Krzyż Oficerski Orderu Odrodzenia Polski w 1997 r.
- Krzyż Komandorski z Gwiazdą Orderu Odrodzenia Polski w 2000 r.

## Życie prywatne
Ignacy Jaworowski był żonaty z Marią Lednicką, h. Aksak, córką Wacława Lednickiego.